# Бахтияр Зайнутдінов
Бахтияр Зайнутдінов (каз. Бақтияр Зайнутдинов; нар. 2 квітня 1998, Тараз, Жамбильська область, Казахстан) — казахський футболіст, півзахисник клубу «Бешикташ» та національної збірної Казахстану.

## Клубна кар'єра
Вихованець таразского футболу, перший тренер — Рахман Устабаев.
У сезоні 2017 року, дебютному для себе у вищому ешелоні казахстанського футболу, виступав за «Тараз», за підсумками сезону отримав індивідуальні нагороди «Найкращий молодий гравець Прем'єр-ліги» і «Відкриття сезону».
25 листопада 2017 року перейшов в «Астану», підписавши трирічний контракт.
21 серпня 2023 року підписав чотирирічний контракт з клубом «Бешикташ».

## Кар'єра в збірній
23 березня 2018 дебютував у дорослій збірній Казахстану, в товариському матчі з Угорщиною, відзначившись голом.

## Статистика виступів

### Клубна
Станом на 7 квітня 2018
| Клуб              | Сезон             | Ліга                       | Ліга  | Ліга | Нац. кубок | Нац. кубок | Конт. кубок | Конт. кубок | Інші  | Інші | Загалом | Загалом |
| Клуб              | Сезон             | Дивізіон                   | Матчі | Голи | Матчі      | Голи       | Матчі       | Голи        | Матчі | Голи | Матчі   | Голи    |
| ----------------- | ----------------- | -------------------------- | ----- | ---- | ---------- | ---------- | ----------- | ----------- | ----- | ---- | ------- | ------- |
| Тараз             | 2015              | Казахстанська Прем'єр-ліга | 0     | 0    | 0          | 0          | -           | -           | -     | -    | 0       | 0       |
| Тараз             | 2016              | Казахстанська Прем'єр-ліга | 0     | 0    | 0          | 0          | -           | -           | -     | -    | 0       | 0       |
| Тараз             | 2017              | Казахстанська Прем'єр-ліга | 27    | 7    | 1          | 0          | -           | -           | -     | -    | 28      | 7       |
| Тараз             | Загалом           | Загалом                    | 27    | 7    | 1          | 0          | -           | -           | -     | -    | 28      | 7       |
| Астана            | 2018              | Казахстанська Прем'єр-ліга | 4     | 3    | 0          | 0          | 0           | 0           | 0     | 0    | 4       | 3       |
| Усього за кар'єру | Усього за кар'єру | Усього за кар'єру          | 31    | 10   | 1          | 0          | 0           | 0           | 0     | 0    | 32      | 10      |

### У збірній
| національна збірна Казахстану | національна збірна Казахстану | національна збірна Казахстану |
| Рік                           | Матчі                         | Голи                          |
| ----------------------------- | ----------------------------- | ----------------------------- |
| 2018                          | 3                             | 2                             |
| Загалом                       | 3                             | 2                             |

Статистичні дані станом на 5 червня 2018

#### Голи за збірну
Станом на 5 червня 2018
| #  | Дата            | Місце                             | Суперник    | Рахунок | Результат | Змагання    | Пос   |
| -- | --------------- | --------------------------------- | ----------- | ------- | --------- | ----------- | ----- |
| 1. | 23 березня 2018 | Групама Арена, Будапешт, Угорщина | Угорщина    | 2–0     | 3–2       | Товариський | [ 6 ] |
| 2. | 5 червня 2018   | Астана Арена, Астана, Казахстан   | Азербайджан | 3–0     | 3–0       | Товариський |       |

## Досягнення
- Чемпіон Казахстану (1):

«Астана»: 2018
- Володар Суперкубка Казахстану (1):

«Астана»: 2018
- Володар Кубка Росії (1):

ЦСКА: 2022-23
- Володар Кубка Туреччини (1):

«Бешикташ»: 2023-24
- Володар Суперкубка Туреччини (1):

«Бешикташ»: 2024